# Ліфт для проміжної людини
«Ліфт для проміжної людини» — радянський чотирисерійний художній телефільм 1990 року, знятий на кіностудії «Білорусьфільм».

## Сюжет
Кандидат економічних наук Геннадій Дубровін вирішує купити будинок в селі. На його шляху зустрічається радгоспний бригадир Федька, який і продає йому свою руїну.

## У ролях
- Семен Морозов — Федька / начальник / товариш Архипов, Федір Архипович
- Геннадій Бортников — Віктор Аркадійович Сватов, кінорежисер
- Володимир Конкін — Геннадій Євгенович Дубровін
- Олександр Подобєд — автор
- Олена Рогова — Анна Василівна
- Борислав Брондуков — Костянтин Павлович
- Лев Перфілов — Петро Кукушкін
- Борис Гітін — Кукевич
- Валентин Букін — Птіцин
- Ольга Самошина — Гнєздовая-Єрузельська
- Евеліна Сакуро — Евеліна
- Віталій Биков — Акулович
- Олександр Курлович — помічник товариша Архипова
- Петро Юрченков — Глотов
- Тамара Муженко — Есмеральда Федорівна
- Ірина Жангарова — оператор
- С. Грудо — Анжела
- Сергій Карбовський — Алік
- Геннадій Матицький — начальник
- Григорій Харик — директор кіностудії Олександр
- Катерина Попова — племінниця
- Володимир Шакало — епізод

## Знімальна група
- Режисер — Юрій Хащеватський
- Сценарист — Євген Будінас
- Оператор — Анастасія Суханова
- Композитор — Л. Сидельников
- Художник — Юрій Альбицький